# Marslegion
Die Marslegion (lateinisch Legio Martia) war eine Legion der römischen Armee, die vermutlich von Gaius Iulius Caesar im Jahr 49 v. Chr. für den Bürgerkrieg am Ende der römischen Republik aus Veteranen des Gallischen Krieges ausgehoben wurde. Der Beiname bezieht sich auf den römischen Kriegsgott Mars. Eine Nummer der Legion ist nicht überliefert, doch wird vermutet, dass sie die Nummer XXV, XXVI, XXVIII, XXIX oder XXX hatte.
Es ist überliefert, dass die Marslegion am Krieg in Nordafrika 46 v. Chr. teilnahm. Im Jahr 44 v. Chr. war sie in Macedonia stationiert. Nach Caesars Tod übernahm Marcus Antonius als amtierender Konsul das Kommando über die Legion und verlegte die Legio Martia und die Legio IIII Macedonica nach Gallia Cisalpina (Norditalien).
Die Marslegion lief jedoch Ende 44 v. Chr. mit der IIII Macedonica in Alba Fucens zu Octavian (dem späteren Augustus) über und kämpfte für ihn und (nominell) den Senat, weswegen sie von Marcus Tullius Cicero gelobt wurde, im April 43 v. Chr. in den Schlachten von Forum Gallorum und Mutina. Bei Mutina erlitt die Legion hohe Verluste. In Padua, dem damaligen Patavium, wurde der Grabstein eines Centurios der Legion gefunden, der vermutlich bei diesen Kämpfen umkam.
Dann verlegte Octavian die Legion vermutlich nach Rhegium, wo sie gegen Sextus Pompeius eingesetzt wurde. Nachdem Octavian und Antonius sich im Zweiten Triumvirat verbündet hatten und in Griechenland gemeinsam gegen die Caesarmörder Brutus und Cassius kämpften, sollte die Marslegion zusammen mit einer weiteren Legion ihre Streitkräfte verstärken und dazu auf einer Flotte unter Führung von Gnaeus Domitius Calvinus über die Adria setzen. Am Tag der ersten Schlacht bei Philippi im Herbst 42 v. Chr. wurden die Schiffe von einer gegnerischen Flotte unter dem Kommando des Lucius Staius Murcus abgefangen und völlig vernichtet. Nur wenige Angehörige der beiden Legionen überlebten den Untergang.